# (9355) 1991 XO2
1991 أكس أو 2 (ويعرف أيضًا باسم (9355) 1991 أكس أو 2 وفق تسمية الكوكب الصغير) (بالإنجليزية: 1991 XO2)‏ هو كويكب ضمن حزام الكويكبات؛ وترتيبه 9355 من حيث الاكتشاف.
اكتُشف هذا الجُرم الفلكي بواسطة هيروشي كانيدا في 5 ديسمبر 1991.

## وصلات خارجية
- (9355) 1991 XO2 في قاعدة بيانات مختبر الدفع النفاث لأجرام النظام الشمسي الصغيرة

- الاكتشاف · مخطط المدار ·  العناصر المدارية · المعلمات المادية

- (9355) 1991 XO2 على موقع ويكي سكاي: DSS2, SDSS, GALEX, IRAS, Hydrogen α, X-Ray, Astrophoto, Sky Map, Articles and images